# The Girl with All the Gifts
The Girl with All the Gifts és una pel·lícula de ficció post-apocalíptica d’aventures britànica del 2016 dirigida per  Colm McCarthy i escrit per Mike Carey. La pel·lícula està basada en el llibre homònim de Carey. Protagonitzada per Gemma Arterton, Paddy Considine, Glenn Close i Sennia Nanua, la pel·lícula representa un futur distòpic després d'una ruptura de la societat després que la majoria de la humanitat sigui eliminada per una infecció per fongs. La trama se centra en la lluita d'un científic, un professor i dos soldats que s'embarquen en un viatge de supervivència amb una jove especial anomenada Melanie.

## Argument
En un futur proper, la humanitat ha estat devastada per una malaltia causada per un fong paràsit transmès pels fluids corporals. Durant la dècada anterior, la major part de la humanitat que es va infectar es van convertir en zombis inconscients ràpids anomenats "famolencs". L'única esperança que queda és una cura que es podria obtenir a partir de la investigació en un petit grup de nens portadors però aparentment normals.
Els nens són empresonats per un grup de soldats liderats pel sergent Eddie Parks, i van a l'escola a una base militar als Home Counties, on són experimentats per la doctora Caroline Caldwell. Helen Justineau s'encarrega d'educar i estudiar els nens. Entre ells hi ha una noia excepcional anomenada Melanie, a qui Justineau s'apropa especialment, formant així un vincle especial.
Quan la Melanie està a punt de ser disseccionada, la base és envaïda per la fam i el laboratori d'operacions es trenca. Melanie s'escapa i vaga fora, on els soldats estan sent atacats violentament. Melanie i Justineau aborden un camió que s'escapa amb Caldwell ferit, el sergent Parks i dos soldats supervivents, Gallagher i Dillon. Melanie està subjecta amb morrió per evitar que mossegui els altres. Dillon mor quan la fam ataca mentre el grup s'atura a buscar aigua, i el camió queda desactivat quan es trenca una línia de combustible.
El grup arriba a Londres a peu i s'obre camí a través d'un eixam de famolencs latents utilitzant un gel "bloquejant" que emmascara el seu olor, fent-los gairebé invisibles. Es refugien en un hospital abandonat per passar la nit. Caldwell li revela a Melanie que la fam de segona generació, o nounats, es va descobrir després que els nadons matessin les seves mares infectades menjant òrgans per sortir de l'úter, i mentre anhelen carn viva, encara pensen i aprenen, ja que el fong té una relació simbiòtica. amb els nascuts infectats.
Al matí, el grup s'adona que han estat envoltats de famolencs. Melanie, com una segona generació famolenca, és ignorada per ells i, per tant, va a explorar cases abandonades, menjant-se un gat perdut durant la seva estona. Ella ajuda el grup acompanyant els famolencs amb un gos de carrer perquè el grup pugui escapar.
A mesura que avancen per Londres, es troben amb munts de cossos infectats que envolten la Torre BT, que ha estat coberta per un creixement massiu de fongs. Caldwell explica que el creixement conté beines que, amb la maduresa, podrien alliberar espores a l'aire que acabarien amb la humanitat. Es refugien en un laboratori mòbil abandonat que les autoritats militars havien enviat abans a la ciutat.
Caldwell, ferida i morint-se de sèpsia, raona que pot salvar la raça humana sacrificant Melanie per completar la seva investigació de la vacuna al laboratori. Quan el grup es queda sense menjar, Gallagher s'aventura a la ciutat en una carrera de proveïments, però és assassinat per una tribu de nens famolencs que han après a enganyar persones no infectades amb un rastre de llaunes de menjar. Quan Parks i Justineau estan envoltats pels nens salvatges, Melanie es baralla i emmanilla el líder i el mata amb un ratpenat. Els nens restants es retiren, permetent al grup escapar.
Caldwell intenta disseccionar Melanie quan el grup torni al laboratori, implorant-li que se sacrifiqui per Justineau. Melanie s'adona que no és un experiment i que els seus híbrids, humans-zombis, seran el futur del món. Ella s'escapa i encén l'enorme estructura de la beina, fent que alliberi un immens núvol d'espores. Caldwell la persegueix, però és assassinada per la tribu dels nens.
Parks abandona el laboratori a la recerca de Melanie, però s'infecta per les espores. Li lliura la seva pistola a Melanie i, entre llàgrimes, li demana que li dispari, ja que no vol convertir-se en famolenca. La Melanie es veu obligadaa i dispara a Parks mentre està a punt de girar-se. Al laboratori, Justineau es troba dins de la porta segellada, mirant com cauen les espores.
La pel·lícula acaba amb una Justineau plorosa, segura però confinada al laboratori mòbil segellat a causa de l'aire letal ple d'espores. A l'exterior, els nens híbrids de la base de l'exèrcit, juntament amb els nens salvatges, s'asseuen junts, mantinguts severament al seu lloc per Melanie. Justineau parla a través d'un micròfon, educant a l'espècie humana-zombi recentment dominant.

## Repartiment
- Gemma Arterton com a Helen Justineau: una professora que ensenya els híbrids infectats
- Paddy Considine com el sergent Eddie Parks: el cap de seguretat estricte i sense sentit a la base de l'exèrcit
- Glenn Close com a Caroline Caldwell: una metgessa que intenta trobar una cura per al virus
- Sennia Nanua com a Melanie: un nounat que té la capacitat de suprimir la fam fins a un cert grau
- Anamaria Marinca com a Jean Selkirk
- Fisayo Akinade com el soldat Kieran Gallagher: un dels soldats estacionats a la base, que aconsegueix escapar de la base
- Anthony Welsh com el soldat Dillon: un dels soldats estacionats a la base, que aconsegueix escapar de la base
- Dominique Tipper com el soldat Devani: un dels soldats estacionats a la base.

## Producció
El llibre i la pel·lícula es van reescriure en tàndem, i Carey també va escriure el guió. Colm McCarthy va debutar com a director del seu primer llargmetratge important. La pel·lícula es va anomenar originalment She Who Brings Gifts, però més tard es va retitular, coincidint amb el llibre. El títol és una referència a l'antiga llegenda grega de Pandora la regaladora, al qual també fa referència al llibre el personatge d'Helen Justineau com a professora de clàssics.
El 23 de març de 2015 es va anunciar el càsting per a la pel·lícula. Sobre si la pel·lícula seria o no semblant a la novel·la, Carey va afirmar:
| «                                             | Hem anat d'una manera lleugerament diferent a la pel·lícula, sobretot pel que fa al punt de vista. On la novel·la es mou entre els cinc personatges principals i ens deixa veure què passa en tots els seus caps, la pel·lícula es queda amb Melanie tot el camí. I no hi ha Junkers a la pel·lícula. La base cau a un atac de famolencs. Però és un cas de dos camins diferents pel mateix espai narratiu. El final és absolutament fidel al llibre. | » |
| — M.R. Carey, en una entrevista de Mom Advice | |   |

La meitat del pressupost de 4 milions de lliures esterlines de la pel·lícula prové del BFI Film Fund i de Creative England, la qual cosa la converteix en la inversió més gran que aquest últim havia fet mai i una de les més grans mai per a la BFI.

### Rodatge
La fotografia principal va començar el 17 de maig de 2015 a The West Midlands, tenint lloc al centre de la ciutat de Birmingham, Cannock Chase, Dudley i Stoke-on-Trent. El rodatge va durar set setmanes. Es van filmar vistes aèries d'un Londres desert amb drons a la ciutat abandonada ucraïnesa de Prípiat, que ha estat deshabitada des de l'accident de Txornòbil de 1986.

### Llançament
Warner Bros. va adquirir els drets de distribució britànics, mentre que la pel·lícula fou distribuïda als Estats Units per Saban Films.

## Recepció
Al lloc web de l'agregador de ressenyes Rotten Tomatoes, el 85% de les 131 ressenyes són positives, amb una valoració mitjana de 7,2/10. El consens del web diu: «The Girl with All the Gifts s'enfronta amb preguntes que inciten a la reflexió sense escatimar sobre els ensurts, i troba unes quantes arrugues noves al gènere de terror zombie ben gastat al llarg del camí.» 
Dave Robinson de Crash Landed va descriure la pel·lícula com una "experiència tensa i intrigant" i va assenyalar que, mentre que el seu acte final "va una mica fora de la reserva", l'actuació de la protagonista Sennia Nanua "farà que tots dos us preocupeu per ella" i simultàniament sentir-se al límit" juntament amb les "opcions intel·ligents" al departament CGI per crear una "sensació fonamentada" que ofereixi clares similituds amb 28 Days Later.

## Premis
Al XLIX Festival Internacional de Cinema Fantàstic de Catalunya Sennia Nanua hi va guanyar el Premi a la millor actriu.